# Architecture moghole
L'architecture atteint sous les Moghols une perfection exceptionnelle, en poursuivant les traditions iraniennes et locales antérieures, et en les enrichissant d'éléments européens et totalement nouveaux.
Pour les problèmes de vocabulaire spécifiques liés à cet article, vous pouvez vous référer au glossaire de l'art moghol

## Les acquis de l'architecture prémoghole
voir aussi : Art de l'Inde des sultanats
Plusieurs éléments se mettent en place dans l'architecture indienne avant les Moghols, qui seront repris durant l'empire. En particulier :
- l'utilisation du grès rouge et du marbre blanc comme matériaux ;
- la formule salle sous coupole et iwan accolé, qui vient elle-même d'Iran ;
- les claustras fermant les fenêtres
- les plates-formes surélevant certains bâtiments, qui proviennent de l'architecture hindue ;
- le plan-type de la mosquée indienne, avec une grande cour, une salle de prière barlongue à une seule nef découpée en plusieurs espaces voûtés sous coupole ;
- le pishtâk, qui provient du monde iranien ;
- les chatrî, petits kiosques ouverts surmontés d'une coupole ;
- les chajjâ, auvents reposant sur des corbeaux pour protéger du soleil ou de la pluie ;
- Les jharokhâ, ou fenêtres d'apparition, qui comme leur nom l'indique, sont des fenêtres ou autres cadres architecturaux permettant les apparitions officielles de l'empereur ;
- le décor de carreaux de céramique, provenant autant des traditions rajput qu'islamiques ;
- certains motifs décoratifs, comme l'étoile à six branches, par exemple.

## L'architecture sous Babur (r. 1526 - 1530) et Humayun (r. 1530 - 1540 puis 1555 - 1556)
Les restes de cette période sont assez peu nombreux, mais néanmoins dignes d'intérêt. 
Babur est vu comme la personne ayant introduit en Inde le jardin en chahar bagh ("quatre jardins"), c'est-à-dire divisé en quatre selon deux axes principaux perpendiculaires. Néanmoins, on ne connaît pas de bâtiment pouvant être rattaché à son mécénat. 
Humayun, quant à lui, passe pour avoir commandité la forteresse de Din Panâh à Delhi, en 1533. Son mécénat peut s'être étendu à d'autres bâtiments, mais il est difficile de distinguer ceux-ci de ceux patronnés par Shîr Shah. On pense que c'est ce dernier qui a fait fortifier le Purana Qal'a (vieux fort) de la forteresse de Din Panah, à laquelle il aurait aussi ajouté une mosquée, la mosquée Qal'a-i Kunah. On note déjà la présence, sur ces monuments, d'un décor d'étoiles à six branches, mais leurs caractéristiques sont encore tout à fait pré-mogholes. Ainsi, la mosquée combine des traits lôdis (plan à une aile unique, alliance du grès rouge et du marbre blanc) et hindus (balcons, corbeaux à ligne sinueuse, avant-toits plats). Shîr Shah a également commandé une tombe monumentale dans le Bihar, construite entre 1538 et 1545 sur un plan octogonal, à trois étages. De grandes dimensions, (41,5 m de diamètre), il est surmonté aux coins de chatris.

## Le règne d'Akbar (1556 - 1605)

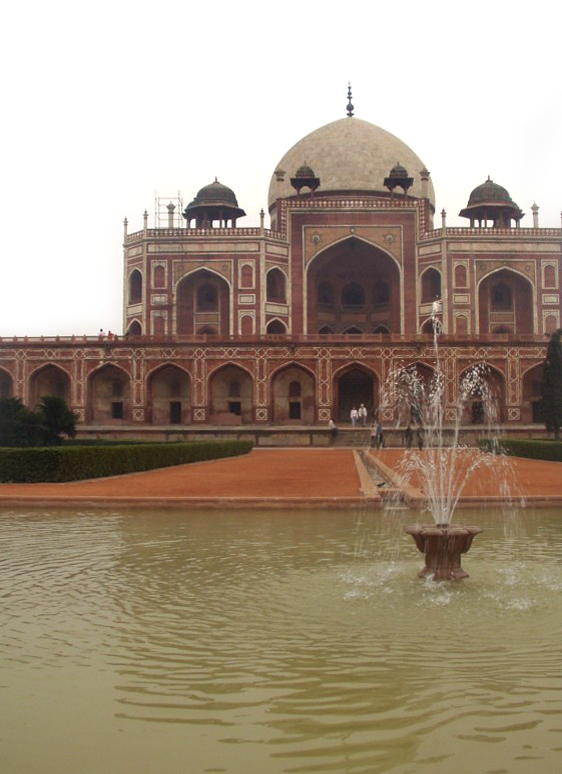
Le tombeau d'Humayun à Delhi

Premier grand monument édifié par Akbar, la tombe de son père Humayun, à Delhi est édifiée au centre d'un grand jardin en Chahar Bagh, à la croisée des deux axes principaux. Il est bâti sur une plate-forme de 99 mètres de long et 6,50 m de haut qui comporte en tout 124 pièces voûtées dans lesquelles sont inhumés plusieurs princes et princesses moghols depuis le XVIe jusqu'au XIXe siècle. En grès rouge et marbre blanc, son plan est un plan centré courant chez les Moghols et en Iran dit en hasht bihisht (huit paradis), c'est-à-dire avec huit espaces autour d'un neuvième. La tombe comporte deux étages et mélange influences timurides (iwans, décor d'étoiles à six branches) et hindoues (chatris sur les éléments latéraux). Ce type de mélange est courant sous Akbar, dont on a déjà précisé l'ouverture d'esprit.
Alors que Delhi était la capitale de son prédécesseur, Akbar utilise tout d'abord Âgrâ (renommée provisoirement en Akbarabad, la ville d'Akbar), puis construit une nouvelle ville ex nihilo, Fatehpur-Sikri, à quarante kilomètres. Il la quittera en 1585 pour Lahore avant de retourner à Âgrâ en 1598, chacun de ces déplacements entraînant une production architecturale. Grand constructeur, Akbar est aussi le commanditaire de forts, de palais et de résidences secondaires dans de nombreuses autres villes. 

### Âgrâ

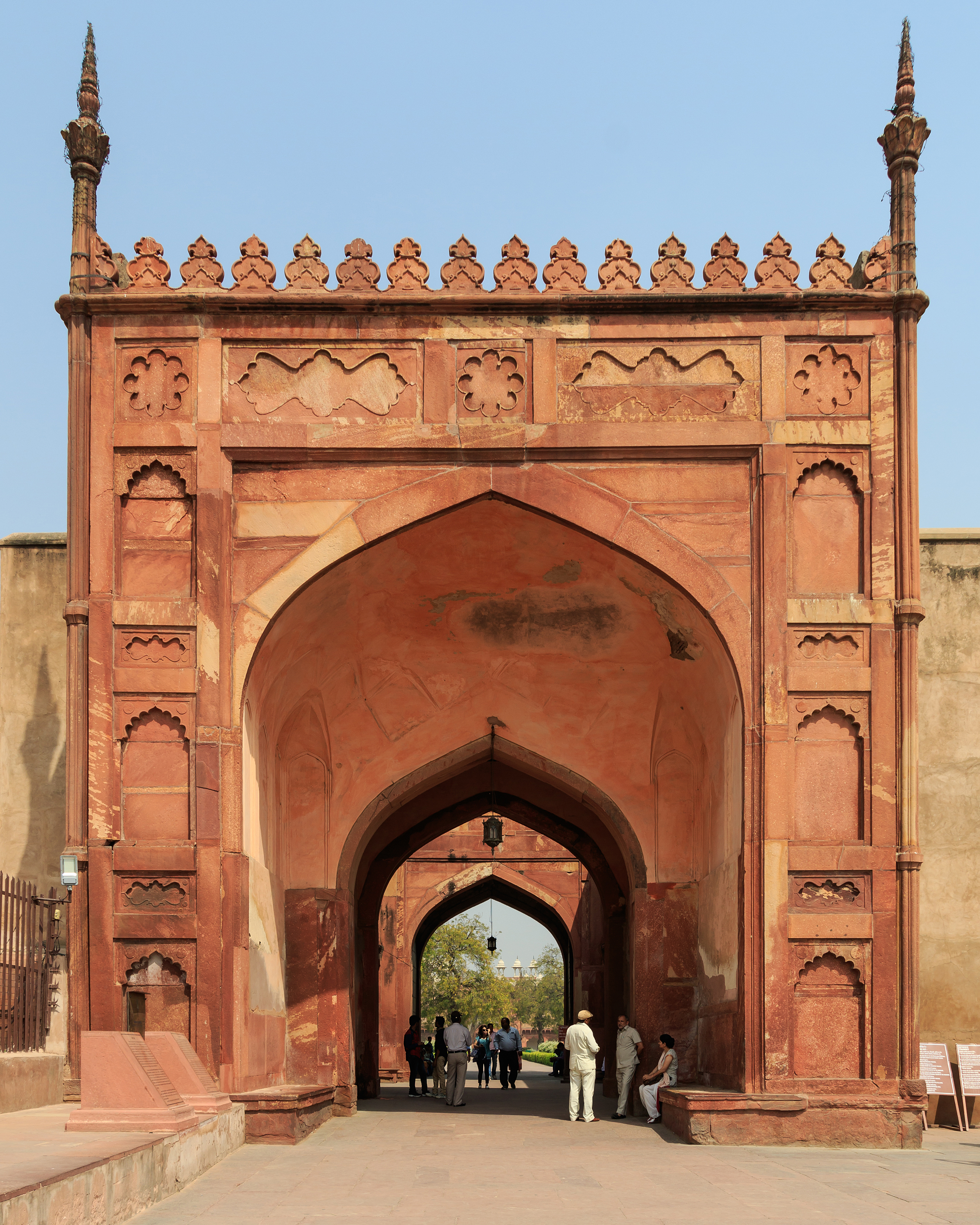
Le Fort Rouge d'Agra

Âgrâ, à deux cents kilomètres au sud-est de Delhi, est édifiée sur les rives de la Yamuna, un important fleuve. Il existe déjà une forteresse à Âgrâ lorsqu'Akbar choisit la ville pour capitale : de plan irrégulier, plus ou moins semi-circulaire, elle a été bâtie par les Lôdis. Le souverain moghol va donc s'y installer puis procéder à des aménagements et des réfections. Il commence ainsi, en 1565, par remplacer le mur de briques par un rempart en grès rouge, qui s'ouvre par la porte d'Amar Singh à l'ouest. Celle-ci sera dotée une enveloppe extérieure, tout comme l'enceinte, sous le règne d'Auwrangzeb, mais la porte intérieure est restée à l'état du règne d'Akbar, décorée de céramiques glaçurées de bleu. Une seconde porte, la porte de Delhi, rompt le rempart vers l'ouest.
De nombreux bâtiments ont été édifiés dans la forteresse, plus de cinq cents selon Abu'l-Fazl, mais la plupart ont subi des destructions sous Shah Jahan. Néanmoins, le Jahangiri Mahal, le bâtiment principal du zanâna (ou zenana), la partie réservée aux femmes, semble y avoir survécu. Malgré son nom, il s'agirait en fait du plus ancien bâtiment moghol présent dans le fort. Il s'organise sur un plan carré autour de deux cours entourées de portiques, cantonné de quatre tours polygonales surmontées de chatrî aux angles. L'une des façades donne sur la rivière, tandis que l'entrée, en ressaut, se situe à l'opposé. Le décor est sculpté en relief dans le grès et incrusté de marbre blanc. On retrouve ici le goût pour le mélange des influences : alors que les colonnes des portiques évoquent les talars d'Asie Centrale, les corbeaux au profil sinueux et très travaillés sont évidemment un rappel de l'Inde hindoue pré-moghole, et les motifs sculptés dans le stuc et la pierre dérivent quant à eux du style timuride international. 
Un deuxième bâtiment du fort d'Âgrâ, l'Akbari Mahal, est visiblement dû également au mécénat d'Akbar. Organisé comme le précédent autour de grandes cours centrales, il est partiellement détruit, mais semble présenter les mêmes caractéristiques que le précédent.

### Fatehpur-Sikrî
L'implantation de la capitale à Fathabad, "la ville de la victoire", qui deviendra Fatehpur-Sikrî, a lieu en 1571, après le succès face aux sultans du Gujarat. L'endroit est déjà habité : on y extrait du grès, Babûr y a installé ses "jardins de la victoire" et on y trouve une mosquée et une petite résidence réalisée pour Humayun. C'est aussi le lieu de vie d'un mystique, Shaykh Salim Chishti (1479 - 1572), auquel Akbar aime rendre visite, en particulier lors de fréquents pèlerinages à Ajmer sur la tombe d'un autre sufi, le shaykh Mu'in al-Din Chishti. Mais une considération autre que l'hommage rendu à ce shaykh entre également en compte : Akbar cherche à attirer la cour dans un lieu un peu éloigné d'Âgrâ, qui reste la capitale économique et politique du pays (la monnaie en particulier y est toujours battue), afin d'asseoir son pouvoir. En 1585, celui-ci est plus assuré et la ville est moins nécessaire, ce qui explique que le souverain la déserte. 
Le site est édifié autour d'un grand lac, sur un plateau, et une quarantaine de bâtiments ont été fouillés. Ceinte d'un rempart, la ville comportait une grande mosquée, un caravansérail, le tombeau de shaykh Salim Chishti, un bazar, peut-être un hôtel des monnaies, des bâtiments palatiaux (diwan-i 'Am, diwan-i Khass…).

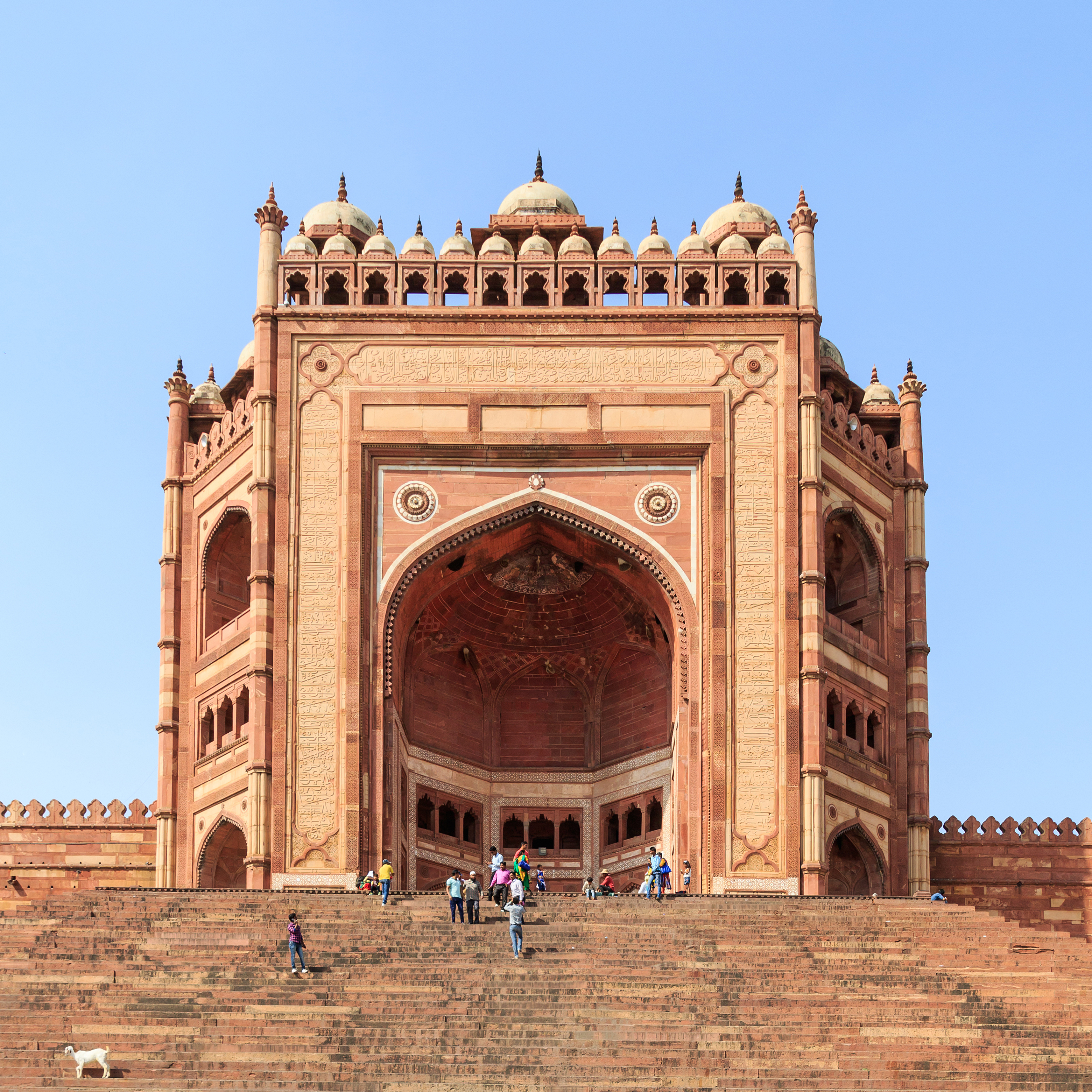
La porte Buland Darvaza

La grande mosquée, l'une des plus grandes d'Inde, peut être datée des années 1573 - 1574. Étrangement, son entrée donne à l'ouest, et non pas vers le quartier palatial, ce qui n'est toujours pas expliqué par les chercheurs, même si plusieurs hypothèses ont été émises. Elle se compose d'une vaste cour rectangulaire (95 × 118 m)entourée d'arcades surmontées de petits dômes. La façade de la salle de prière est divisée par un grand iwan qui mène à un sanctuaire sous dôme entouré de deux petites salles également sous dôme. Dans l'axe de la porte et du dôme principal, à l'extérieur se trouve l'ermitage du shaykh Salim. Deux entrées monumentales mènent à la mosquée : la Badshahi Darvaza, ou porte impériale, qui donne accès au palais, et la Buland Darvaza, dont l'accès se fait par un escalier abrupt et qui présente un plan en hasht bihisht. 

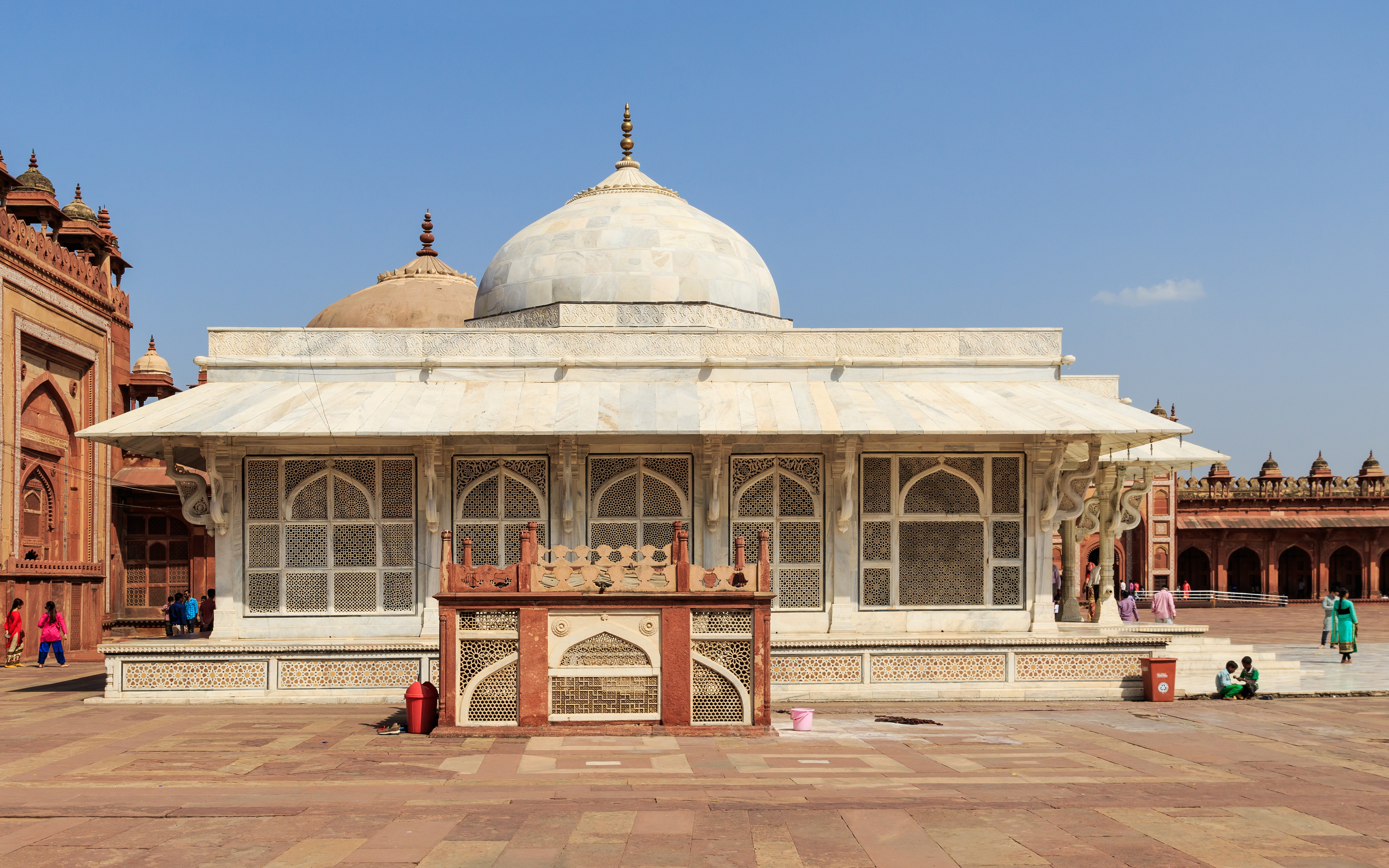
Tombe de Salim Chishti

Dans la cour de la mosquée se trouve un petit édifice de plan carré (14,63 m de côté), entièrement en marbre blanc. Ce tombeau, qui est destiné à shaykh Salim Chishti possède autour de sa salle centrale un écran treillissé de manière complexe, l'un des plus beaux exemples connus. Son porche est soutenu par des corbeaux serpentiformes exceptionnels, et à l'intérieur se trouvait un baldaquin de bois incrusté de nacre. L'utilisation du marbre blanc sans association avec du grès rouge est elle aussi extraordinaire à cette période, et a donné lieu à plusieurs hypothèses : s'agit-il d'une manière de distinguer visuellement les tombes de saints ? Ou le bâtiment a-t-il été reconstruit à l'identique (les corbeaux étant bien datés du règne d'Akbar) mais en marbre blanc à une date postérieure ? La question n'est toujours pas tranchée. 
Le quartier palatial est un large complexe (340 × 275 m), divisé par quatre axes parallèles coupés par six axes perpendiculaires, formant ainsi une sorte de grille. Les différents bâtiments s'organisent suivant une succession de cours, ce qui pose parfois des difficultés pour en connaître la fonction. 

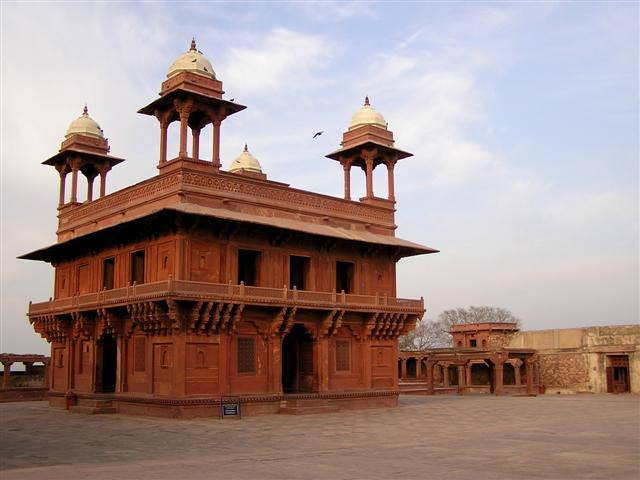
Le diwan-i Khass

Le diwan-i 'Am, ou salle des audiences publiques, est une des premières structures de l'ensemble, fini en 1573. Il servait aux audiences publiques, mais aussi aux fêtes et aux prières privées. On y trouve une jharôka à la place du mihrab qui se trouverait dans une mosquée, ce qui rappelle sans doute la place quasi-divine prise par Akbar, surnommé "qibla de son peuple". Le diwan-i Khass, quant à lui, était peut-être le bâtiment des audiences privées, mais cette fonction n'est pas assurée, les noms ayant été donnés aux XIXe siècle par des touristes britanniques. Il est peut-être inachevé, certains chercheurs pensant qu'une coupole était prévue pour surmonter le tout, mais d'autres, mettant en avant les innovations et le syncrétisme propres à cette période, pensent plutôt que le diwan-i Khas était destiné à rester dans cet état. À l'intérieur, un pilier au fût polygonal et au chapiteau composé de deux rangées de corbeaux sinueux servait peut-être à l'empereur comme trône. Il est relié aux angles par des ponts, eux-mêmes connectés les uns aux autres par un couloir. 

Alors que la cour du pachisi servait d'échiquier monumental, dans une autre, celle de l'Anup Talao se trouvait un grand bassin et petit bâtiment dit palais de la sultane turque, qui possède un décor en bas-relief avec des animaux et des oiseaux qui rappellent le style timuride. 

Le palais de Jodhbai est l'un des plus énigmatiques. Il pourrait avoir été réalisé avant le règne d'Akbar, car son décor intérieur est complètement rajput.

Enfin, il faut aussi évoquer le Panj Mahal, le plus haut bâtiment du complexe palatial, dont le nom signifie d'ailleurs cinq niveaux. Il possède en effet cinq étages hypostyles aux colonnes très décorées, et son toit est terminé par des chatris.

## Le règne de Jahângîr (r. 1605 - 1627)

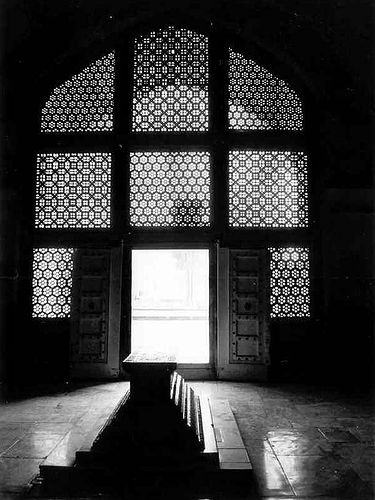
Intérieur du mausolée d'Akbar avec son cénotaphe

Jahângîr montre de l'intérêt pour l'architecture, et permet plusieurs innovations importantes, qui font la transition entre l'époque d'Akbar et celle de Shah Jahan. 
Le premier monument qu'on peut lui attribuer est le mausolée d'Akbar, à Sikandra, fini en 1613, mais déjà commencé sans doute sous le règne de son prédécesseur. Néanmoins, les formes, très différentes de celles du règne d'Akbar, montrent bien que la majeure partie de la construction a été réalisée sous Jahangir, qui, selon les textes n'aurait en fait conservé que le puissant soubassement, et fait détruire le début de la construction. Élevé sur une grande plate forme, au milieu d'un jardin en chahar bagh (756 mètres de côté), ce tombeau haut de 30 mètres est tout à fait unique, et sand doute en partie inachevé. L'unique accès a lieu via le portail sud, au plan en hasht bihisht, les trois autres portails, ne s'ouvrant pas. Les quatre minarets qui cantonnent le monument sont une innovation pour le monde moghol, même si on connaît, dans le Deccan, une porte qui présente la même organisation. La façade présente un pishtak, surmonté d'un chatri, et l'intérieur s'organise sur quatre niveaux autour d'espaces hypostyles, un peu comme au Panj Mahal de Fatehpûr Sîkrî. Le dernier niveau est constitué d'une cour ouverte par des fenêtres en claire-voie et cantonnée de chatri, qui contient un cénotaphe, présenté à ciel ouvert. Certains chercheurs pensent qu'une coupole était prévue, mais ce n'est pas sûr : le cénotaphe de Babûr était lui aussi à ciel ouvert.
Le mécénat de Jahângîr est aussi présent dans le fort de Lahore, où un quadrilatère lui est dû, devant des jardins. On y note la présence d'un petit pavillon octogonal sur un bassin, édifié à la mémoire d'une antilope. Jahângîr y a également refait les remparts, dont le décor de céramique, démodé dans le sud, est une caractéristique de cette région (actuel Pakistan). 
 Au Kashmîr, Jahangîr créé des jardins, les jardins de Shalimar (shalimar bagh), dont le nom sera repris par Shah Jahân pour Lahore et Delhi notamment. Comme la plupart des jardins moghols, ils sont réalisés en pente, le dénivelé permettant de voir par-dessus les murs, et de créer une grande cascade. Les allées sont un peu surélevées, pour que les regards tombent sur les parterres, et aux carrefours des allées ou des canaux se trouvent des édifices denformes variées. Les jardins se divisent en trois parties : publique, semi-publique et privée. 

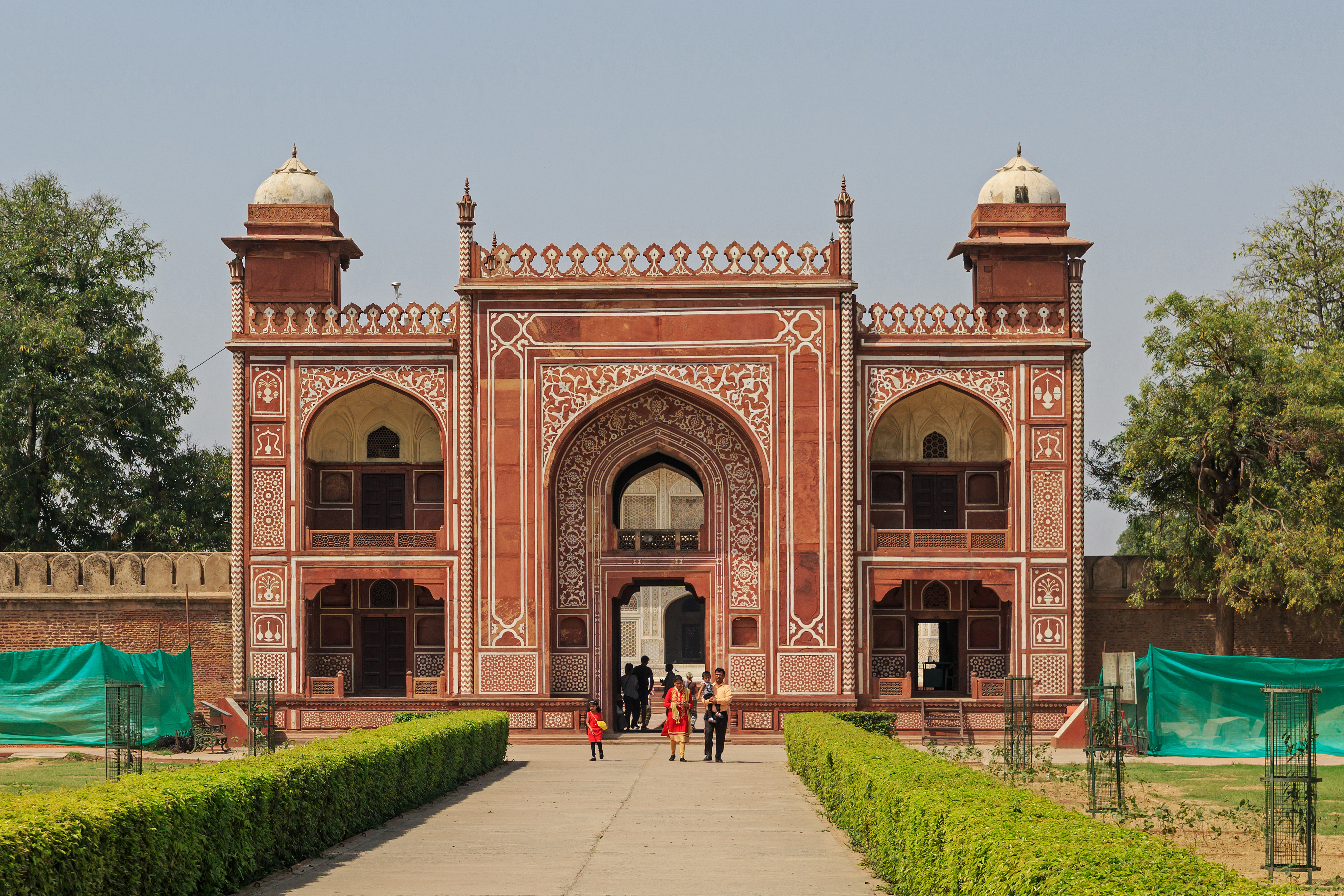
Un des accès à la tombe d'I'timâd al-Dawla. On y voit, dans les coins des extrémités, des motifs de chînî khâna incrustés

La réalisation la plus connue du règne de Jahângîr n'est pourtant pas due à son mécénat propre : c'est Nur Jahan qui a commandité le mausolée de son père I'timâd al-Dawla (mausolée d'Itimâd al-Dawla), érigé à Âgrâ entre 1621 et 1626. Situé sur un podium en grès rouge incrusté de marbre blanc, au centre d'un grand jardin en chahar bagh, il est accessible à la fois par le fleuve et par la terre, un pavillon en grès rouge et marbre blanc marquant chaque voie. Le mausolée lui-même est construit entièrement en marbre blanc et décoré d'incrustations en grès rouge, un changement de rapport entre ces deux matériaux très innovant. Cantonné de quatre tours d'angle octogonales servant de minaret, comme au mausolée d'Akbar, le tombeau est en fait un carré de 31 mètres de côté surmonté d'un petit pavillon à coupole surbaissée, trait spécifique à l'architecture moghole. Son plan est organisé en hasht bihisht, avec comme espace central, la chambre funéraire. Trois arcs, ouverts chacun sur une face, permettent d'entrer dans la structure. 

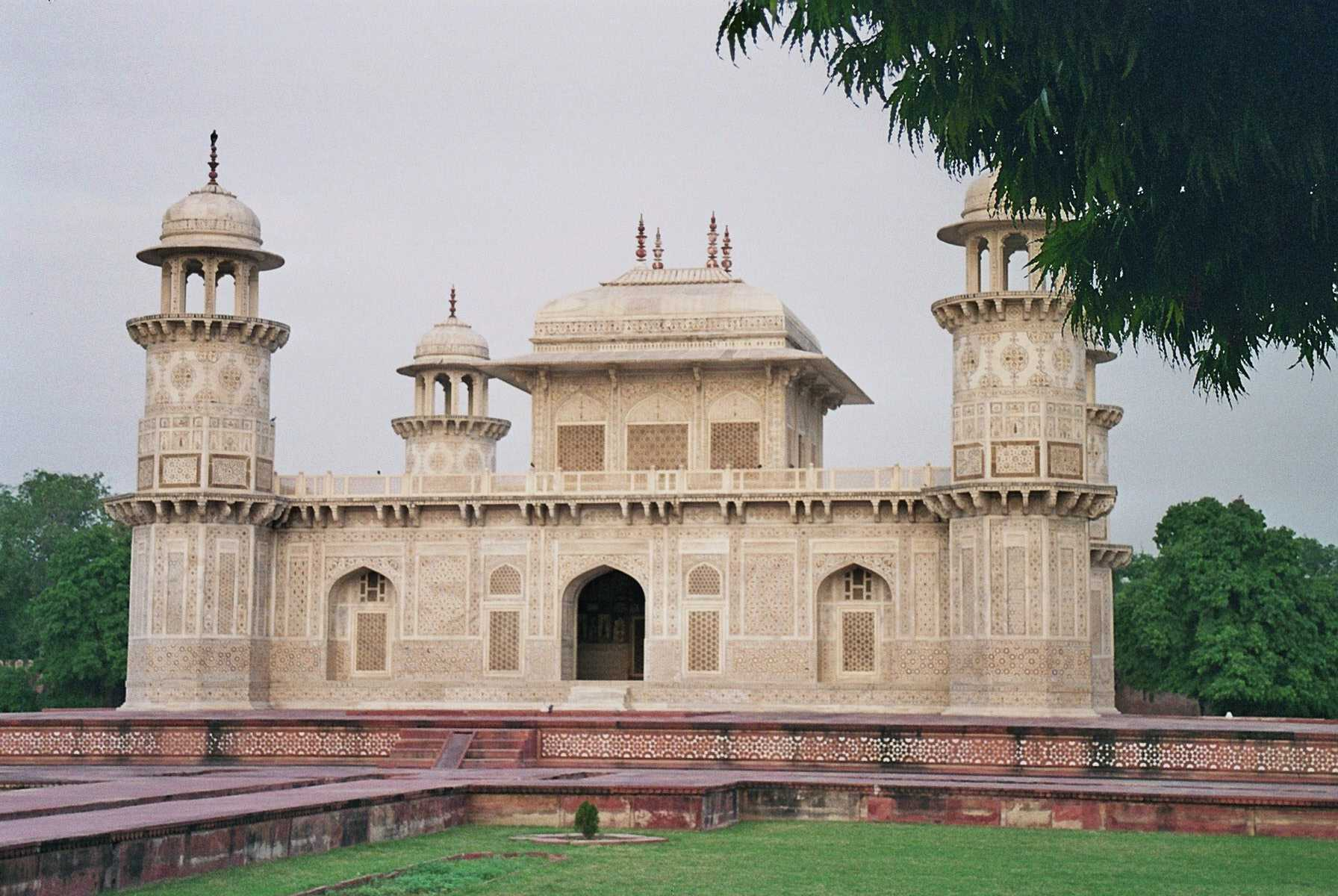
La tombe d'I'timâd al-Dawla

Mais c'est sans doute le décor qui constitue le trait le plus remarquable de ce monument. Il est réalisé dans la technique de la pietra dura, technique venue d'occident à travers les cadeaux diplomatiques et le commerce. Toutes les surfaces sont ainsi couvertes d'incrustations de pierres de couleur d'un raffinement extrême : motif floraux et végétaux se déploient avec délicatesse. On y trouve en particulier des motifs issus de l'Iran, et influencés par son art du livre, tels des cyprès entourés d'arbres en fleur. Mais une autre technique décorative est "également mise en œuvre : c'est le creusement de niches, dites chînî khâna, qui découleraient d'une influence de l'Inde hindue et servaient peut-être à exposer des objets précieux de porcelaine chinoise, de métal ou de pierre dure. Ces niches ne sont pas toujours creusées dans le stuc, mais peuvent aussi être simplement incrustées, avec parfois à l'intérieur, des silhouettes de bouteilles piriformes ou de vases. Enfin, il faut signaler un dernier décor : les stucs en éventail, qui constituent une innovation datable du règne de Jahângîr. 
Autre mausolée important du règne de Jahângîr, celui du souverain lui-même, qui se trouve à Lahore et dont la construction a elle aussi été supervisée par Nûr Jahân. Il s'agit d'un petit pavillon placé sur une gigantesque plate forme et cantonné de quatre minarets. Le cénotaphe est en marbre incrusté et perforé, afin de laisser passer la lumière dans la pièce située au-dessous. 
L'architecture sous Jahangir connaît donc de nombreuses innovations, comme le passage au marbre blanc comme matériau, l'utilisation de tourelles d'angles, le travail de pietra dura et le goût pour les bouquets et les motifs floraux, autant d'éléments qui préfigurent le règne de Shah Jahan et son explosion architecturale.

## L'architecture moghole classique: le règne de Shah Jahân (1628 - 1657)
C'est sous le règne de Shah Jahân qu'on peut situer le moment classique de l'architecture moghole. Celui-ci établit un programme architectural très ambitieux, le plus vaste de toute l'histoire de l'art islamique, dont les principales manifestations ont lieu dans le fort rouge d'Âgrâ, à Delhi, à Ajmer, au Kashmîr… Ce classicisme se manifeste à travers plusieurs traits, tels que l'importance de la symétrie, et l'utilisation d'un répertoire de formes et de motifs plus standardisé et limité qu'auparavant, tel que l'arc lobé qui se répand dans tout l'empire. Le matériau préféré est désormais le marbre blanc sans rehauts de grès rouge, mais décoré de stucs et d'incrustations.

### Le fort rouge d'Âgrâ

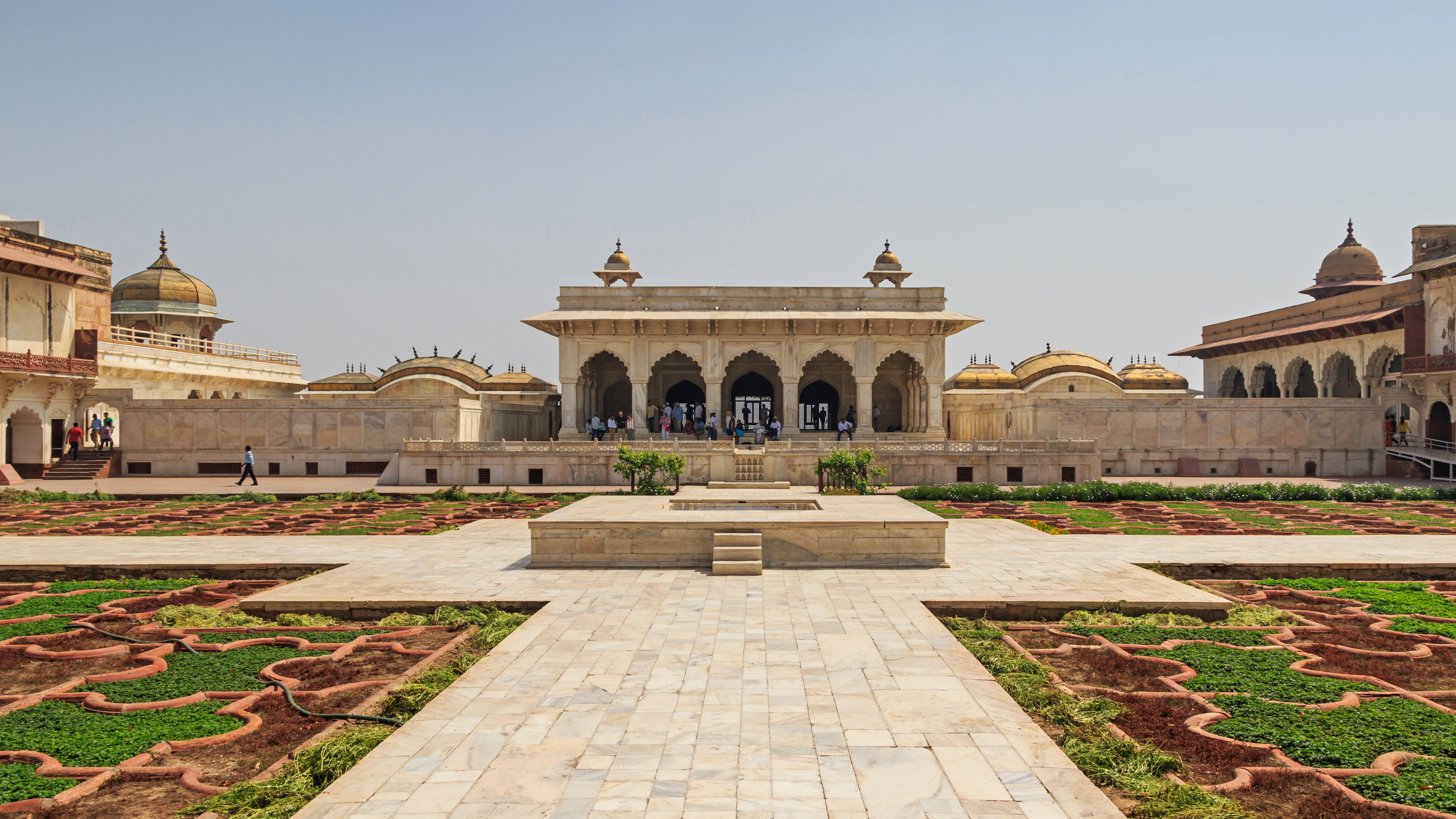
Le diwan-i Khass du fort rouge d'Âgrâ vu de l'intérieur

Au fort d'Âgrâ, Shah Jahan ordonne de nombreuses démolitions afin de mieux reconstruire. Dans la partie publique, il organise l'espace selon trois cours entourant, à l'est une plate forme soutenant l'édifice principal, le diwan-i 'Am contenant le chehel sutun, une nouvelle salle d'audience publique. Ici, l'expression chehel sutun (quarante colonnes en persan) est prise dans son sens littéral, puisque le bâtiment contient réellement quarante supports. Comme dans certaines mosquées, cette nouvelle salle en grès revêtue de chûna est marquée par un axe central plus large menant à une jharôka de marbre surélevée. On note la présence d'un type de colonne caractéristique de Shah Jahan et définissable par sa base épannelée et son fût à pans coupés, le type de chapiteau variant (à muqarnas, facetté, à décor floral…). 

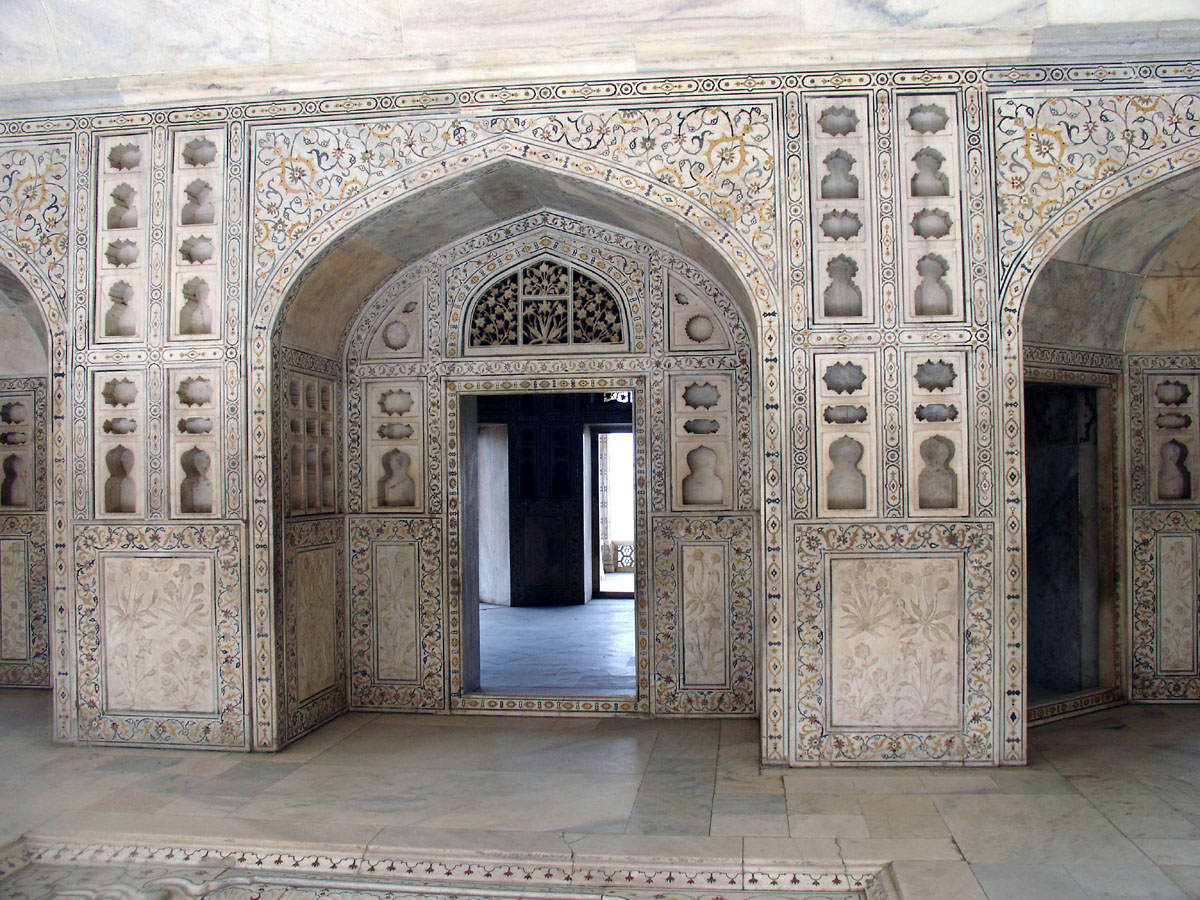
Exemple de la décoration du diwan-i Khass

Autre ensemble important du fort rouge dû au mécénat de Shah Jahan, le diwan-i Khass, ou Khass Mahal, pavillon donnant sur le fleuve entouré par deux autres pavillons du même style surnommés bangla car empruntant certains traits à l'architecture bengalie, en particulier la toiture incurvée. Ces deux petits édifices servaient de fenêtre d'apparition pour le sultan et sa fille Jahanara. Chacun est situé à côté d'une tour qui servait de lieu de vie privée. Ces petites pièces recouvertes de chuna qui ressemble beaucoup à du marbre sont très décorées, notamment avec des motifs de chînî khâna. 
Le fort d'Âgrâ est terminé en 1637, mais un petit édifice tout en marbre et très élégant, la mosquée de la perle, vient s'y ajouter en 1654. La salle de prière présente en façade sept arcades polylobées et est surmontée de trois dômes bulbeux sur tambours ainsi que de chatrî.

### Le Taj mahal

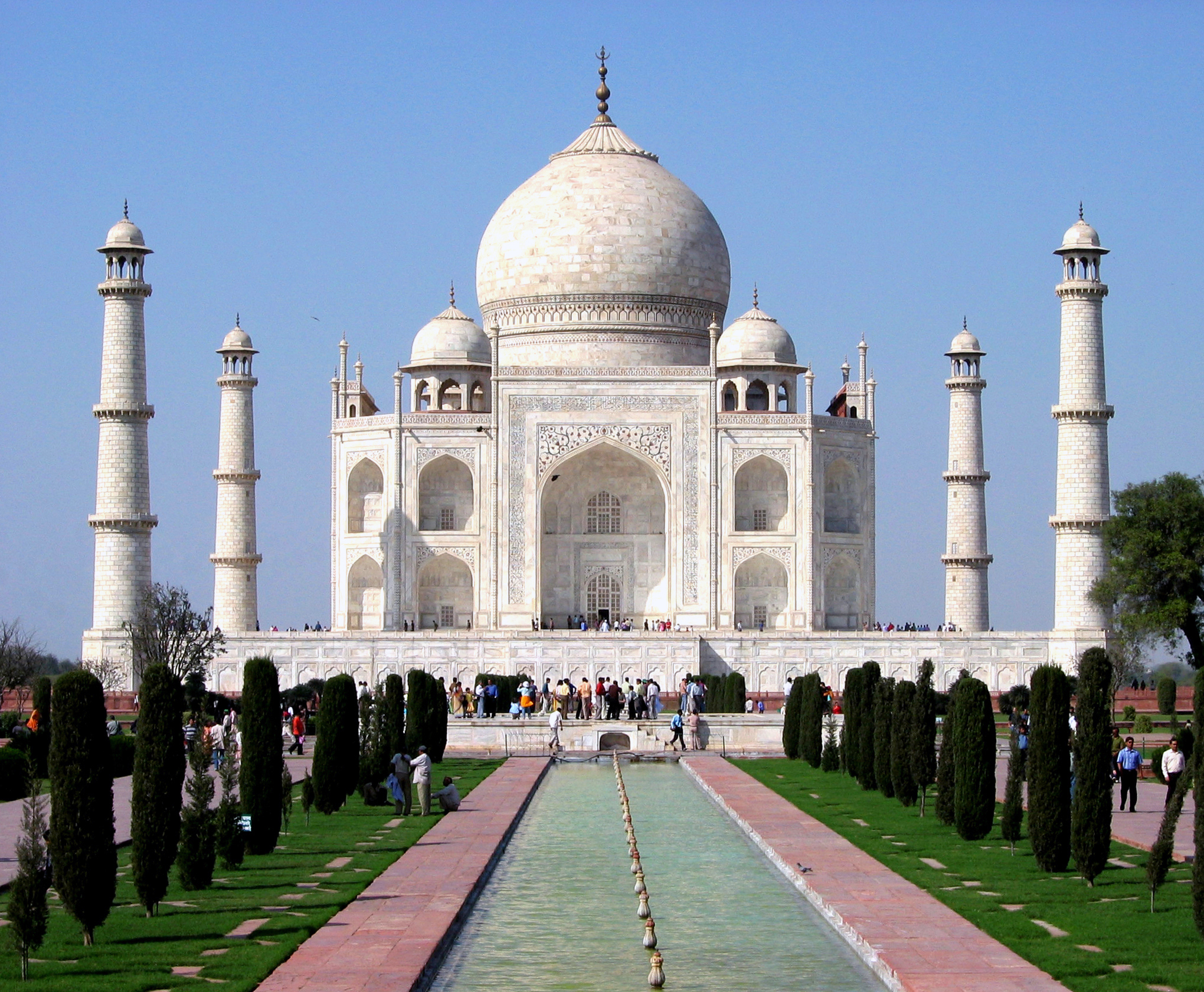
Le Taj Mahal

La Taj Mahal, situé aussi à Âgrâ, est sans aucun doute l'édifice le plus connu et le plus réussi du règne de Shah Jahan. Tombeau édifié pour Mumtaz Mahal, l'épouse préférée du sultan, entre 1631 et 1647, il appartient à un immense complexe situé à côté de la Yamuna, et pose encore beaucoup de questions. 
Le complexe du Taj Mahal se divise en trois parties, trois enclos situés sur un même axe : un chahâr sû menant, via un portail monumental à un jardin en chahar bagh au fond duquel se trouve un second portail monumental par lequel on accède, au tombeau lui-même, édifié sur une plate forme. Ce type d'organisation, qui place l'architecture près du fleuve, au fond du jardin et non pas à l'intersection des axes est assez novateur. De l'autre côté de la Yamuna se trouvait un autre complexe assez énigmatique. Jean-Baptiste Tavernier, qui voyageait en Inde au XVIIe siècle, écrit qu'il était prévu d'y créer une contrepartie au Taj Mahal en marbre noir, ce qui semble complètement faux aux chercheurs actuels. Un jardin avec un grand bassin en forme de lotus y était peut-être installé, si l'on en croit une aquarelle britannique du XVIIIe siècle, afin que le bâtiment se reflète dans l'eau.

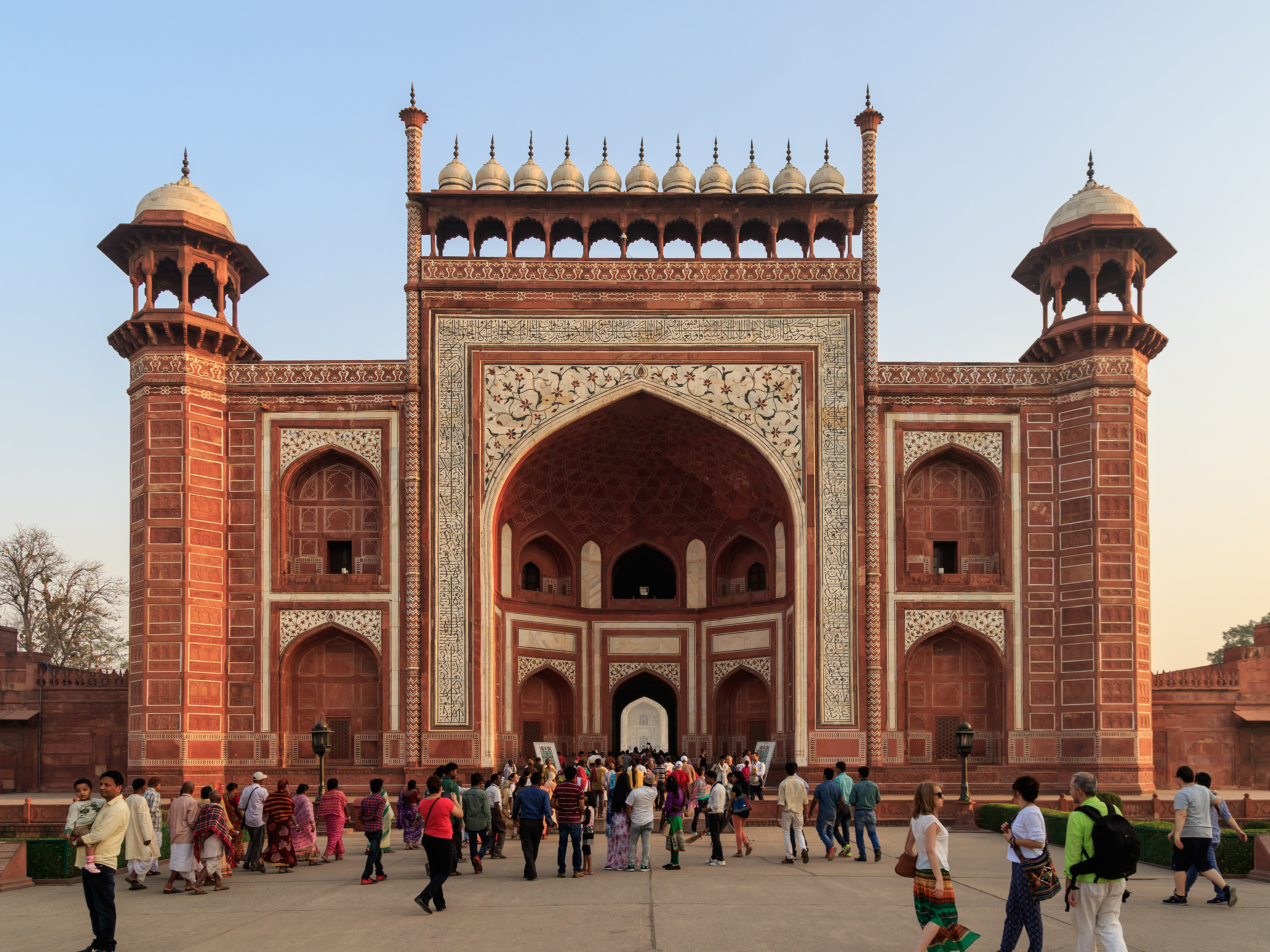
Portail d'accès vers la troisième cour

Le portail d'accès vers la troisième cour est réalisé en grès incrusté de marbre et se compose plus ou moins suivant le même plan centré que celui du tombeau, en hasht bihisht. On note une forte symétrie axiale, et la présence de deux tourelles d'angle. Le Taj Mahal s'inscrit dans le profil du portail. Il représente l'aboutissement d'une tradition, tant dans son plan que dans son élévation et son décor, puisqu'il reprend la disposition du tombeau d'Humayun à Delhi, mais en mieux proportionné, avec des coupoles plus bulbeuses. Les quatre minarets ne sont plus comme auparavant collés au bâtiment, mais autonomes.
Tout l'édifice est en marbre, même la plate-forme à décor de niches, faisant contraste avec les deux éléments, mosquée et logement pour les pèlerins, qui l'entourent en contrebas et sont en grès avec une porte de marbre. Selon la symbolique hinduiste, le blanc est d'habitude réservé aux brahmans et le rouge aux souverains. Le matériau provient du Rajasthan et est ici d'une très belle qualité, sa couleur variant selon la lumière du jour. Suprême raffinement, les joints ont été faits de manière que le monument paraisse parfaitement lisse.

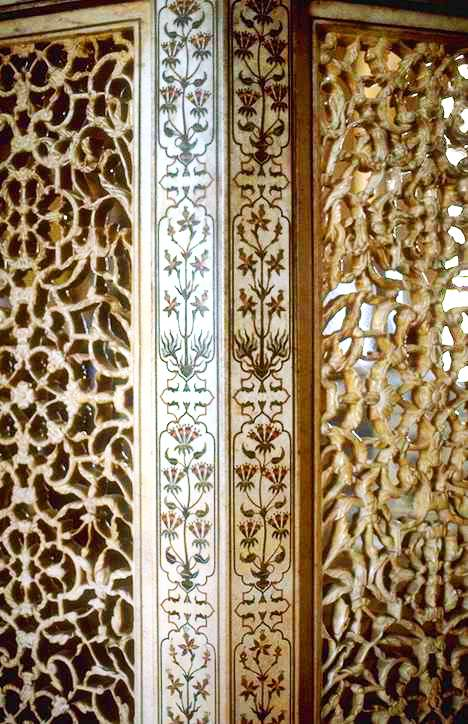
Poteau de la jâlî avec incrustations florales

Du point de vue du décor, il est de plusieurs types. On peut citer tout d'abord les citations coraniques sur des thèmes eschatologiques incrustées en noir, principalement sur les petits iwans. Selon certains chercheurs, le programme d'inscriptions pourrait même identifier le Taj Mahal au trône de Dieu dans les jardins du Paradis lors du jugement dernier. Mais c'est surtout le décor floral sculpté et incrusté qui retient l'attention par son naturalisme, encore accentué à l'intérieur. Les types de fleurs représentées sont sans doute dérivés d'herbiers européens apportés en Inde par le commerce, qui sont repris dans tout l'art moghol depuis les années 1620 environ. Les cénotaphes, qui comportent sans doute le plus beau décor incrusté de tout le monument (48 variétés de pierres différentes s'y trouvent) sont entourés d'un octogone en jâlî qui délimite l'espace central.
La mosquée située un peu plus bas est également décorée de marbre et d'incrustations florales, ainsi que de motifs de chînî khâna. Typiques de Shah Jahan, les colonnettes d'angles présentent à leur base un bulbe, tandis que des fleurs à pétales couronnent la base des coupoles.

### Shahjahânabâd

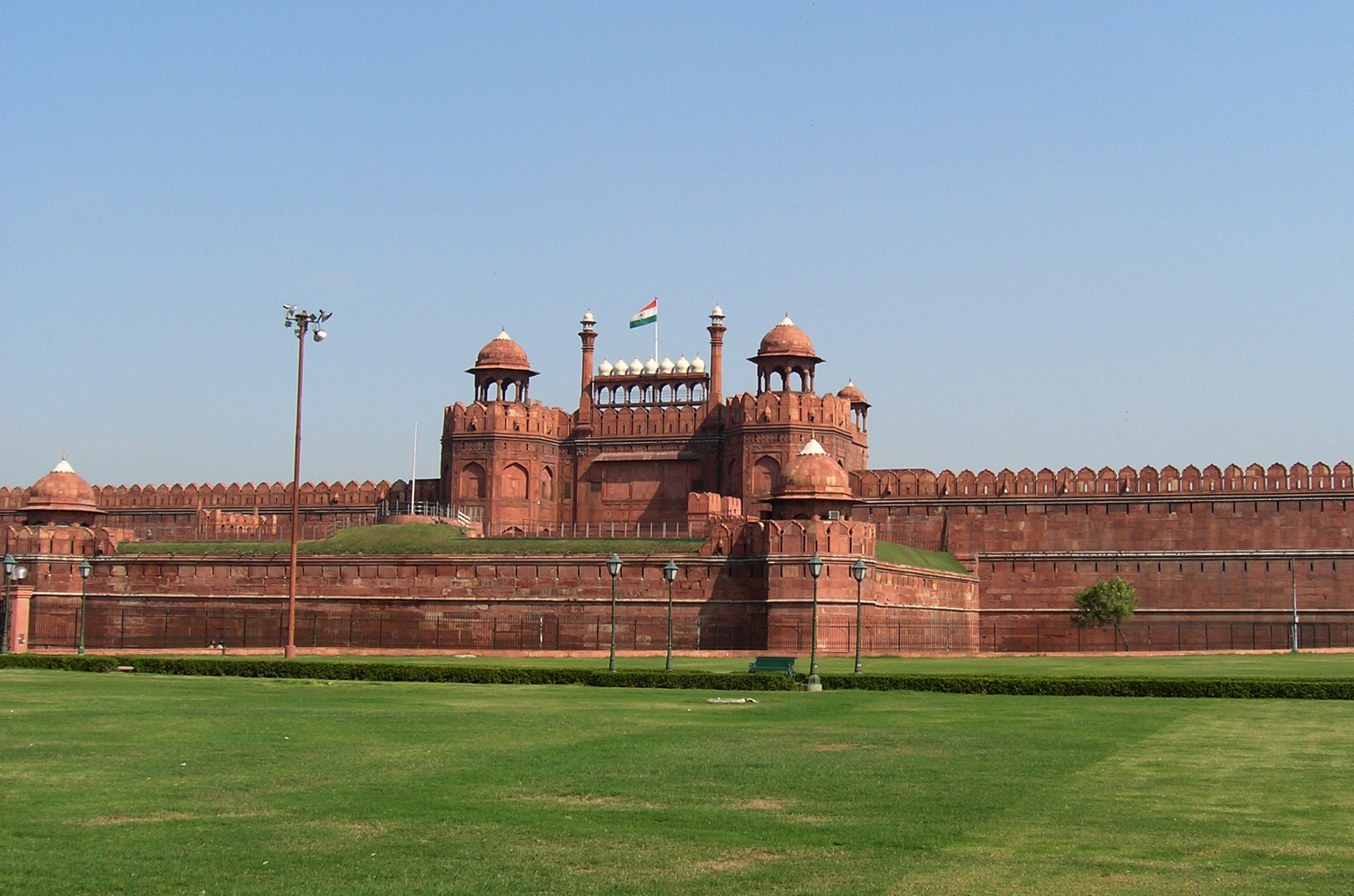
Les remparts du fort rouge à Delhi

Comme Akbar, Shah Jahan fait édifier une ville quasiment ex nihilo, à Delhi. Sortie des limbes entre 1639 et 1648, Shahjahânabâd consiste en un demi-cercle irrégulier sur la rive ouest de la Yamuna, couvrant la plus grande partie de la ville de Firuzbad, crée au XIVe siècle. L'architecte en chef en est Ahmad Lahawri, qui supervisa déjà les travaux du Taj Mahal. La cité comprenait de larges avenues avec des canaux, les mosquées, des jardins, des bazars, des palais pour la noblesse, organisés autour de jardins sur des lots distribués par l'empereur, et une citadelle, le fort rouge, ainsi nommée en raison de ses remparts de grès rouge. 

#### Le fort rouge
Le fort rouge (Lal Qal'a) est un bâtiment immense (656 × 328 m) constitué d'une succession de cours et de jardins alimentés en eau par le détournement de la Yamuna. Ouvert de deux portes, la porte de Delhi, qui mène à la grande mosquée, et celle de Lahore, avec des allées de bazars, il contient plusieurs cours, dont celle des audiences publiques au fond de laquelle se trouve le diwan-i 'Am. Il qui mène à la partie plus privée du fort via un jardin en chahar bagh. Dans celle-ci, on trouve notamment le diwan-i Khass, un hammam et une tour d'apparition. 

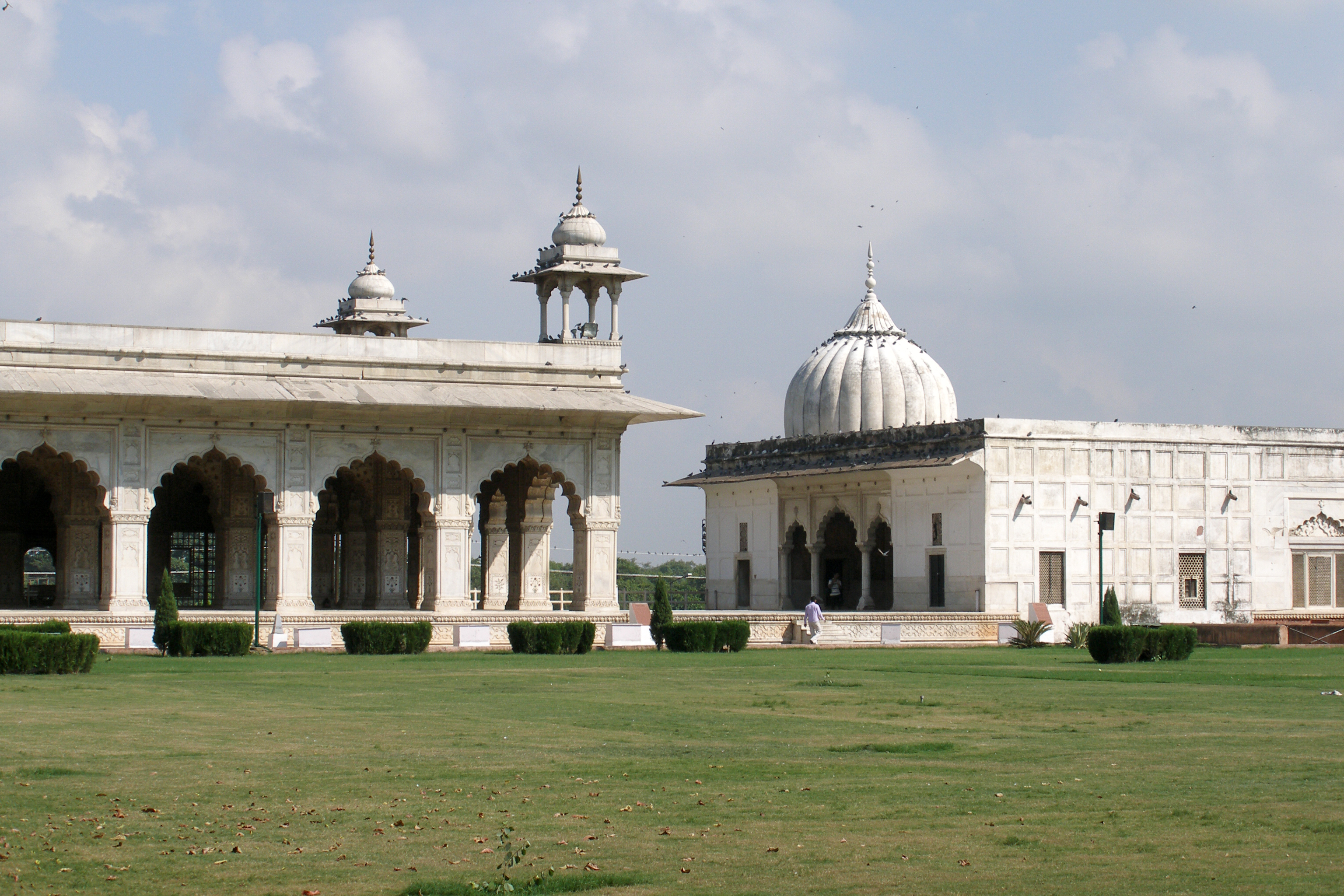
Le diwan-i Khass du fort rouge de Delhi

Le diwan-i 'Am est très proche de celui d'Âgrâ, avec ses arcs à neuf lobes et ses colonnes à pans coupés. Ce pavillon à colonnes de 57 mètres sur 21 est réalisé en grès rouge recouvert d'un stuc imitant le marbre. Il contient une tribune de marbre destinée au trône aux paons et qui sert de jharôka. Couverte d'une toiture en bangla supportée par des colonnes à base bulbeuses, elle est décorée d'éléments floraux sculptés et d'incrustations de pierre dure représentant, outre des fleurs et des oiseaux, des félins, le symbole du roi Salomon et une représentation d'Orphée, ce qui montre bien l'import de cette technique d'Europe, et notamment des cabinets et des dessus de table florentins.
Le diwan-i Khass est un pavillon à piliers et arcades polylobées surmonté de quatre châtrî et décoré de sculptures et d'incrustations. Le décor est assez chargé et donne une grande importance aux fleurs. Au hammam, le décor est également réalisé en pierre dure incrustée dans le marbre. 

L'eau est très importante dans le fort rouge. Apportée grâce au détournement de la Yamuna, elle sert à relier les bâtiments entre eux par le biais de canaux, et joue parfois un rôle décoratif, comme au Shah burj, où elle s'écoule sur des plaques de marbre posées en biais.

#### La grande mosquée

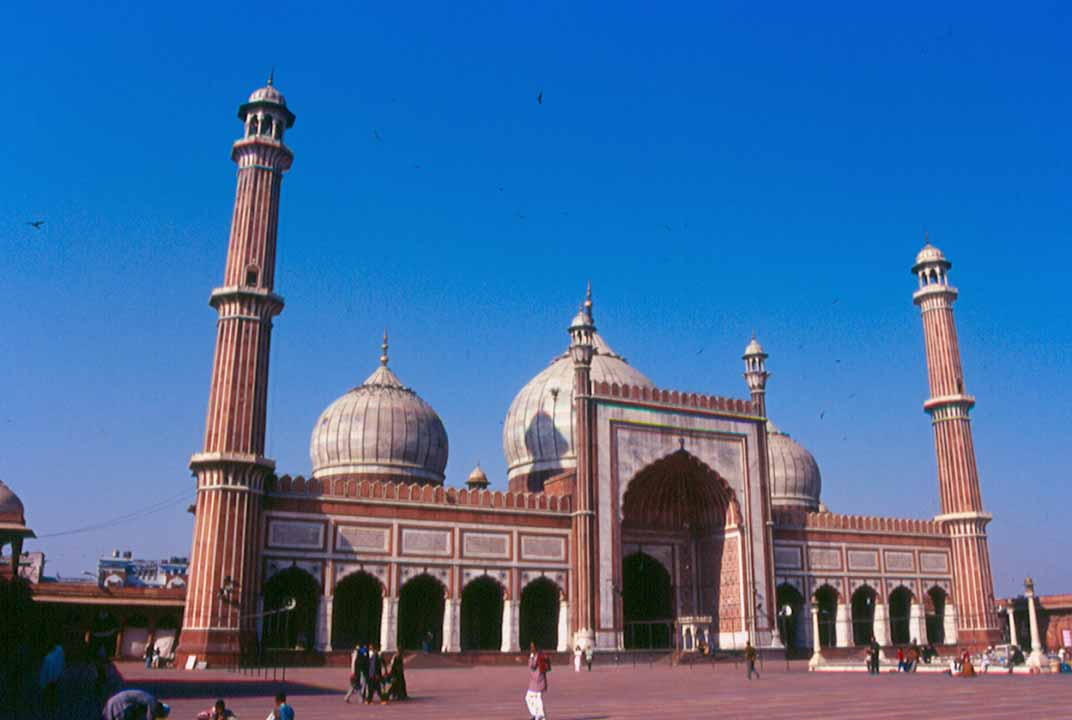
Façade du haram de la grande mosquée de Delhi

La grande mosquée de Shahjahânabâd, dite aussi grande mosquée de Delhi, est la plus grande de l'Inde. Créée entre 1650 et 1656, elle est revêtue de grès rouge. Utilisant le plan moghol elle se compose d'une grande cour pavée et surhaussée sur laquelle donnent trois hautes portes, une sur chaque côté. Le haram s'ouvre par une façade avec un pishtak entouré de colonnettes grêles et surmonté de chatris. Il est entouré de deux minarets élancés également surmontés de chatris, et couvert par trois dômes bulbeux à hauts tambours. À l'intérieur, alors que le minbar est plutôt petit, le mihrab prend une dimension immense.

### Autres villes

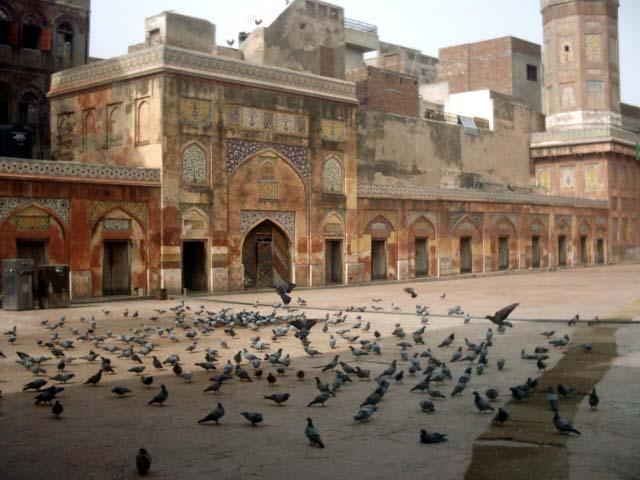
Vue d'une des entrées de la mosquée Vazir Khan depuis la cour

D'autres bâtiments, directement dus au mécénat de Shah Jahan ou à celui de ses ministres et aristocrates, sont édifiés dans des villes importantes. Ainsi, Vazir Khan fait construire en 1634-1635 une mosquée à son nom (mosquée de Vazir Khan) dans la ville de Lahore. Élevée sur un plan moghol, elle comporte quatre minarets octogonaux aux angles de la grande cour pavée à portique (51 mètres par 39). La salle de prière est ouverte par un portique monumental et couverte de cinq coupoles. On note l'utilisation de matériaux spécifiques à la région : brique, céramique glaçurée, stuc. 
Outre les mosquées, Shah Jahan a commandité de nombreux bazars, caravansérails, pavillons… Il est également un amateur de jardins, et en fait réaliser à Srinagar, Lahore et Delhi qui portent tous trois le nom de Shalimar Bagh.

## Le règne d'Awrangzeb
La forte religiosité d'Awrangzeb le pousse à construire de nombreuses mosquées comme celle de la perle (la Moti Masjid) à Delhi, qui reprend la mosquée Najina édifiée à Âgrâ par Shah Jahan, avec une nef ventrale couverte en bangla et une façade incurvée au centre. Petite, elle est réalisée toute en marbre, ce qui lui a donné son nom, et comporte un décor floral beaucoup plus foisonnant et exubérant que sous Shah Jahân. 

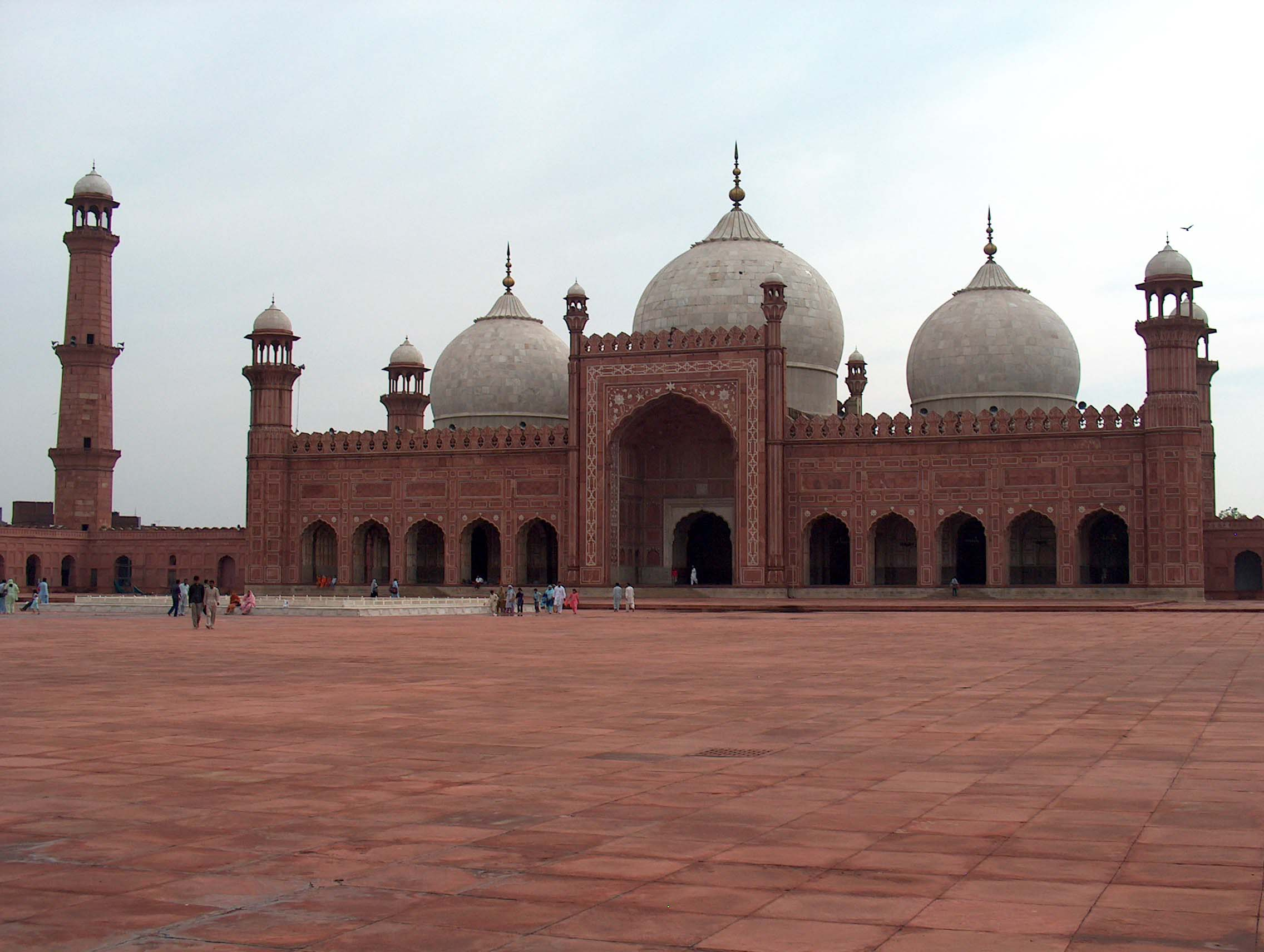
Salle de prière de la mosquée Badshahi

À Lahore, Awrangzeb commande des édifices civils, comme la porte du fort, mais aussi la mosquée Badshahi, réalisée par son frère adoptif, Fida'i Khan Koka en 1673 - 1674. Surélevée par rapport à la cité, elle contient quatre minarets aux angles de la cour et quatre petits qui cantonnent le haram, terminés par des chatrîs. Contrairement à la mosquée de Vazir Khan, celle-ci est réalisée en grès incrusté de marbre, et non pas dans les matériaux de la région. La couleur des contrastes avec celle des coupoles, tout en marbre. Malgré son ampleur, ses proportions sont particulièrement légères, en particulier grâce aux arcs légèrement polylobés. 
On doit aussi à Awrangzeb le mausolée de sa femme à Awrangabad, le Bibi ka Maqbara. Celui-ci est bâti sur le même principe que le Taj Mahal : un édifice à coupole sur une plate forme entouré de quatre minarets détachés. Mais les proportions du bâtiment, maladroites, le rendent étriqué et marquent le début du déclin de l'architecture moghole.

## L'architecture moghole auxXVIIIeetXIXesiècles
Au XVIIIe siècle, le patronage architectural devient indépendant de la cour : ce sont des dirigeants locaux, méfiants face au pouvoir centralisé des moghols, qui commandent des bâtiments pour leur propre compte, tout en copiant le grand style moghol. L'exemple le plus important et représentatif pour cette période est sans doute le mausolée de Safdarjang, édifié à Delhi en 1753 - 1754. Dernier grand mausolée à plan en hasht bihisht, il se modèle sur l'exemple du mausolée d'Humayun, mais modifie en profondeur ses proportions, vers plus de verticalité. 
Pour le XIXe siècle, c'est à Lucknow que se concentre une grande activité architecturale. Sa grande mosquée est décorée d'une mosaïque de petits miroirs, technique inventée sous Shah Jahân et très utilisée dans l'architecture tardive et Rajput, qui prend le nom de Shîsh Mahal.